# Tjøme
Tjøme è un ex comune norvegese della contea di Vestfold, situato sull'omonima isola del Fiordo di Oslo. Dal 1º gennaio 2018 fa parte del neoistituito comune di Færder.

## Storia

### Simboli
Lo stemma di Tjøme fu approvato con delibera del consiglio comunale del 19 settembre 1988 e concesso con decreto reale del 17 febbraio 1989.